# Yell (アルバム)
『Yell』（エール）は、中西圭三が1992年3月25日に発売した2枚目のスタジオ・アルバム。

## 解説
2ndシングル「片想いのバースデー」3rdシングル「Woman」4thシングル「君は君の誇り」3曲を収録。
サブタイトルは「Be proud of believing your self」。
本作は1992年4月6日付けのオリコンチャートにて最高位4位を獲得、登場回数は20回で売り上げ枚数は40万6320枚となった。1992年の年間順位では41位、最終的な売り上げ枚数は41.3万枚となった。

## 収録曲
| #         | タイトル                                    | 作詞       | 作曲               | 編曲             | 時間  |
| --------- | ------------------------------------------- | ---------- | ------------------ | ---------------- | ----- |
| 1.        | 「恋はハート・オブ・ファイアー」            | 湯川れい子 | 中西圭三・小西貴雄 | 小林信吾         | 4:36  |
| 2.        | 「ダイヤモンド・レイン」                    | 売野雅勇   | 中西圭三・小西貴雄 | 小西貴雄・遠山淳 | 4:50  |
| 3.        | 「Woman」                                   | 売野雅勇   | 中西圭三           | 小西貴雄・遠山淳 | 4:53  |
| 4.        | 「君が瞳にしみる」(「君は君の誇り」のC/W曲) | 売野雅勇   | 中西圭三           | 遠山淳           | 5:26  |
| 5.        | 「一番君がしたかった事」                    | 田口俊     | 中西圭三・小西貴雄 | 小西貴雄・遠山淳 | 4:25  |
| 6.        | 「片想いのバースデー」                      | 売野雅勇   | 中西圭三           | 中村哲           | 4:43  |
| 7.        | 「Mystery Night」                           | 売野雅勇   | 中西圭三・小西貴雄 | 小林信吾         | 4:53  |
| 8.        | 「永遠のすれちがい」                        | 田口俊     | 中西圭三・小西貴雄 | 小西貴雄・遠山淳 | 4:05  |
| 9.        | 「Love Song」                               | 売野雅勇   | 中西圭三           | 小林信吾         | 4:45  |
| 10.       | 「君は君の誇り」                            | 売野雅勇   | 中西圭三           | 小西貴雄・遠山淳 | 4:52  |
| 合計時間: | 合計時間:                                   | 合計時間:  | 合計時間:          | 合計時間:        | 47:28 |